# Rider War (Decade)
Rider Taisen (ライダー大戦 Raidā Taisen, Rider Đại Chiến; Rider War) là một cuộc xung đột hư cấu diễn ra trong đa vũ trụ Kamen Rider, là đối tượng và là sự kiện cuối cùng trong series Kamen Rider Decade và các phương tiện liên quan.

## Nguyên nhân

### Sự hợp nhất của các thế giới
Trong đa vũ trụ Kamen Rider, có vô số thế giới tồn tại. Mỗi thế giới được một Kamen Rider bảo vệ. Tuy nhiên, sức mạnh của các Kamen Rider đang khiến cho các thế giới bắt đầu xích lại gần nhau, va chạm, trộn lẫn và bị hủy diệt.
Để ngăn cản quá trình này, Kurenai Wataru/Kamen Rider Kiva xuất hiện trước mặt Kadoya Tsukasa, giao cho anh nhiệm vụ đi đến các thế giới khác nhau và tiêu diệt các Rider tồn tại ở đó. Ngay sau đó, Tsukasa tìm được Decadriver, thiết bị cho phép anh biến hình thành Kamen Rider Decade. Từ đó, anh cùng với những thành viên của tiệm ảnh Hikari du hành qua các thế giới song song.

### Cuộc du hành của Kadoya Tsukasa
Trong cuộc hành trình đến các thế giới, Tsukasa đã kết bạn và giúp đỡ các Kamen Rider tại đó. Anh cũng kết nạp Onodera Yusuke/Kamen Rider Kuuga vào nhóm của mình, cũng như gặp gỡ đối thủ truyền kiếp Kaito Daiki/Kamen Rider DiEnd. Các thế giới A.R. mà anh đã đi qua là Kuuga, Kiva, Ryuki, Blade, Faiz, Agito, Den-O, Kabuto, và Hibiki. Mặt dù đã đi qua tất cả chín thế giới A.R., Kadoya Tsukasa phát hiện ra rằng đa vũ trụ Kamen Rider còn có nhiều thế giới khác nữa, nên cuộc hành trình của anh tiếp tục. Cuộc du hành này là nội dung chính của series Kamen Rider Decade.

### Kết thúc cuộc du hành và sự tấn công của Dai-Shocker
Trong khi tiếp tục hành trình của mình, Tsukasa phát hiện ra một tổ chức tà ác đa vũ trụ mang tên Dai-Shocker đang muốn thúc đẩy sự hợp nhất của các thế giới. Mặc dù đã cố ngăn chặn và đánh bại chúng thành công, Kamen Rider Decade vẫn không thể ngăn được sự sụp đổ của thế giới Blade và Kiva. Trong khi Kadoya Tsukasa đang hoang mang thì Kurenai Wataru lại xuất hiện trước mặt anh một lần nữa, chỉ ra sai lầm của anh là thay vì hủy diệt các Kamen Rider, Tsukasa lại kết bạn với họ. Chính vì thế, quá trình hợp nhất của các thế giới đã không bị ngăn cản.

## Diễn biến
Vì sự thất bại của Decade, 9 Heisei Rider xuất hiện và tấn công anh, bao gồm Kuuga Ultimate, Agito, Ryuki, Blade King, Faiz, Hibiki, Kabuto, Den-O và Kiva. Sau một trận chiến ngắn, cuộc chiến trở nên phân tán và lan rộng khắp thế giới. Các Showa Rider cũng tham gia vào trận đại chiến. Tuy nhiên, tất cả họ đều bị Decade đánh bại và biến thành Rider Card.
Trong lúc này, tổ chức Dai Shocker tập hợp các quái vật từ nhiều thế giới chuẩn bị tổng tấn công. Đồng minh duy nhất của Decade, linh hồn Misaki Yuriko/Denpa Ningen Tackle, hy sinh sau khi đẩy lùi và làm bị thương bởi Hachi Woman. Nhóm Natsumi đi khắp nơi để tìm hiểu nguyên nhân cũng như ngăn chặn cuộc chiến, nhưng bất thành.
Rider cuối cùng và cũng là bạn đồng hành của Tsukasa, Onodera Yusuke/Kuuga, đối mặt với anh, nhưng cuối cùng cũng bị tiêu diệt.
Sau khi tất cả Rider bị đánh bại, Natsumi buộc phải sử dụng sức mạnh của Kiva-la để biến thành Kamen Rider Kiva-la để chiến đấu với Decade. Biết rằng nhiệm vụ của mình đã hoàn tất, Tsukasa tự nguyện để Kiva-la đâm và chết.
Với cái chết của Kamen Rider Decade, sự hợp nhất của các thế giới cuối cùng cũng bị đẩy lùi và tất cả các Rider bị tiêu diệt đều hồi sinh trở lại trong thế giới của riêng họ, ngoại trừ Decade, vì anh không thuộc về thế giới nào cả. Cùng lúc này, Dai Shocker mở chiến dịch tấn công trên quy mô lớn. Không chấp nhận sự hy sinh thầm lặng của Tsukasa, Natsumi cùng tất cả những người khác dùng ký ức của họ để kéo giữ Tsukasa lại, và cuối cùng, anh cũng được hồi sinh. Sự kiện này đánh dấu sự kết thúc của cuộc đại chiến đa vũ trụ giữa các Kamen Rider.

## Kết quả
Mặc dù đã đẩy lùi mối đe doạ từ chính vũ trụ, nhưng thế giới vẫn bị đe doạ bởi Super Shocker. Vì thế, Decade, Diend, Kiva-la, cùng 9 Heisei Rider với sự hỗ trợ của Kamen Rider mới, Kamen Rider Double, đã tập hợp và tiêu diệt tổ chức tà ác vĩnh viễn.